# Брезов
Брезов (словац. Brezov) — село в Словаччині, Бардіївському окрузі Пряшівського краю. Розташоване в північно-східній частині Словаччини.
Вперше згадується у 1335 році.
В селі є римо-католицький костел з 1652 р.

## Населення
| Рік:            | 1994. | 2004.   | 2014.    | 2024.    |
| --------------- | ----- | ------- | -------- | -------- |
| Кількість осіб: | 398   | 432     | 386      | 333      |
| Різниця:        |       | +8,54 % | -10,64 % | -13,73 % |

| Рік:            | 2023. | 2024.   |
| --------------- | ----- | ------- |
| Кількість осіб: | 337   | 333     |
| Різниця:        |       | -1,18 % |

В селі проживає 404 осіб.
Національний склад населення (за даними останнього перепису населення — 2001 року):
- словаки — 98,58 %
- українці — 0,24 %
- чехи — 0,24 %

Склад населення за приналежністю до релігії станом на 2001 рік:
- римо-католики — 85,85 %,
- протестанти — 8,02 %,
- греко-католики — 4,48 %,
- православні — 0,24 %,
- не вважають себе віруючими або не належать до жодної вищезгаданої церкви — 1,18 %